# Врм (жупа)
Врм је била средњовековна жупа у Травунији.

## Историја
Жупа Врм по први пут се спомиње у "Спису о народима" (De administrando imperio) византијског цара Константина VII Порфирогенита као део земље Травуније. Град Врм изједначава се са средњовековним Клобуком. Из Клобука је био хумски кнез Љутовид који се на страни византијског цара Константина IX Мономаха борио против српског кнеза Војислава, нећака Јована Владимира. Битка код Клобука једна је од највећих битака устанка кнеза Војислава и завршена је победом српске војске коју је, према Дукљанину, предводио Гојислав, син Стефана Војислава. На брду Клобуку изграђен је град, вероватно касније од Врма. Жупа Врм се помиње и 1280. године. У једном историјском извору од 23. фебруара 1280. године помиње се неки Радован из Врма. Дубровчани су 1318. године, приликом рата са српским краљем Милутином, забранили својим трговцима да путују у Врм. После 1391. године Врм је у саставу државе Павла Раденовића коме су Дубровчани 1395. године послали лекара док се налазио у Врму. У дубровачким документима Врм је некада град, као и Клобук, а некада жупа. Корјенићи су 1399. године живели у жупи Врму. Богчин Корјенић, њихов представник, играо је видну улогу у овом крају. У сукобу Павла Раденовића и Сандаља Хранића, Врм је између 1392. и 1398. године дошао у састав земље Раденовића. Војвода Стјепан Вукчић заузео је 1448. године Требиње. У састав његове државе ушао је и Врм. Жупа се као његов посед помиње 1444, 1448. и 1454. године. У саставу Османског царства Врм је од 1477. године. 